# Marissa Mayerová
Marissa Ann Mayerová (* 30. května 1975 Wausau) je americká manažerka finského původu, specialistka na obor informačních technologií.
Na Stanfordově univerzitě začala studovat medicínu, ale pak dala přednost softwarovému inženýrství. Po získání titulu Master of Science v roce 1999 nastoupila do společnosti Google, kde byla jedním z prvních zaměstnanců a první ženou v inženýrské pozici, navrhla design hlavní stránky, zasloužila se o vybudování internetového giganta a v roce 2005 se stala viceprezidentkou pro vyhledávací nástroje. Roku 2012 se stala generální ředitelkou firmy Yahoo!, kterou opustila po jejím přechodu pod Verizon. V roce 2017 založila společnost Lumi Labs, zabývající se vývojem aplikací postavených na umělé inteligenci.
V roce 2012 byla uvedena na seznamu Sto nejvlivnějších intelektuálů světa. Illinois Institute of Technology jí udělil čestný doktorát.
Její zálibou je sběratelství uměleckých děl. Je mj. členkou dozorčí rady San Francisco Museum of Modern Art.
Jejím manželem je právník Zachary Bogue, mají tři děti.